# Lanarkshire Football League
La Lanarkshire Football League (ou simplement Lanarkshire League) était une compétition de football organisée en Écosse de 1898 à 1902. Il s'agissait d'une compétition qui venait en complément du championnat d'Écosse organisé par la Scottish Football League, dans le but d'augmenter le nombre de matches disputés et ainsi les recettes de billetterie.
Elle a été formée le 1er octobre 1898 par des clubs originaires du comté du Lanarkshire au cours d'une réunion au Brandon Restaurant à Motherwell. À l'exception de Carfin Emmett, tous les clubs étaient par ailleurs membres de la Scottish Football League ou de la Scottish Football Combination. Les informations concernant cette compétition parvenues jusqu'à nous sont lacunaires.

## Membres
- Albion Rovers : 1898-1902
- Airdrieonians : 1898-1902
- Carfin Emmett : 1899-1900
- Hamilton Academical : 1898-1902
- Motherwell : 1898-1902
- Royal Albert : 1898-1900
- Wishaw Thistle (en) : 1899-1900
- Wishaw United : 1899-1902

## Champions
- 1898-1899 : Motherwell
- 1899-1900 : non connu
- 1900-1901 : non connu
- 1901-1902 : Albion Rovers

## Saisons

### 1898-1899
| Rang | Équipe              | Pts | J | G | N | P | Bp | Bc | Diff |  | Résultats (▼ dom., ► ext.) | Albi | Aird | Hami | Moth | Roya |
| ---- | ------------------- | --- | - | - | - | - | -- | -- | ---- |  | -------------------------- | ---- | ---- | ---- | ---- | ---- |
| 1    | Motherwell          | 12  | 8 | 6 | 0 | 2 | 16 | 10 | +6   |  | Albion Rovers              |      | 0-2  | X    | 1-2  | X    |
| 2    | Airdrieonians       | 12  | 8 | 6 | 0 | 2 | 22 | 10 | +12  |  | Airdrieonians              | 5-1  |      | 2-1  | 4-0  | 3-1  |
| 3    | Hamilton Academical | 6   | 8 | 2 | 2 | 4 | 17 | 18 | -1   |  | Hamilton Academical        | 5-2  | 2-5  |      | 0-2  | X    |
| 4    | Albion Rovers       | 6   | 8 | 3 | 0 | 5 | 13 | 18 | -5   |  | Motherwell                 | X    | 1-4  | X    |      | X    |
| 5    | Royal Albert        | 4   | 8 | 1 | 2 | 5 | 7  | 19 | -12  |  | Royal Albert               | 0-3  | 2-0  | 2-2  | 0-1  |      |

Un match de départage pour le titre de champion entre Motherwell et Airdrieonians eut lieu et a été remporté 3-2 par Motherwell.

### 1899-1900
Seuls la liste des clubs membres et cinq résultats de matches nous sont parvenus. Le classement et le champion sont inconnus.
- Albion Rovers
- Airdrieonians
- Carfin Emmett
- Hamilton Academical
- Motherwell
- Royal Albert
- Wishaw Thistle (en)
- Wishaw United

### 1900-01
Seuls la liste des clubs membres et 13 résultats de matches nous sont parvenus. Le classement et le champion sont inconnus.
- Albion Rovers
- Airdrieonians
- Hamilton Academical
- Motherwell
- Wishaw United

### 1901-02
Seuls la liste des clubs membres et l'identité du champion (Albion Rovers) nous sont parvenus.
- Albion Rovers
- Airdrieonians
- Hamilton Academical
- Motherwell
- Wishaw United